# Ilex jingdongensis
Ilex jingdongensis är en järneksväxtart som beskrevs av Hsi Wen Li och Y.R. Li. Ilex jingdongensis ingår i släktet järnekar, och familjen järneksväxter. Inga underarter finns listade i Catalogue of Life.